# Sam Crome
Sam Crome (Bendigo, 16 de diciembre de 1993) es un ciclista australiano.

## Palmarés
2016
- 1 etapa del Tour de Japón

2017
- 1 etapa del New Zealand Cycle Classic

2018
- 1 etapa del Herald Sun Tour[1]